# Anghellic
Albums de Tech N9ne
The Worst
(2000) Celcius
(2002)
Anghellic est le troisième album studio du rappeur Tech N9ne, sorti le 28 août 2001.
L'album s'est classé 46e au Top Independent Albums, 50e au Top R&B/Hip-Hop Albums et 59e au Billboard 200.

## Liste des titres
| No  | Titre                                                    | Contient un (des) sample(s) de    | Durée |
| --- | -------------------------------------------------------- | --------------------------------- | ----- |
| 1.  | Hellevator                                               |                                   | 0:17  |
| 2.  | Tormented (featuring Grant Rice)                         |                                   | 4:23  |
| 3.  | Stamina                                                  |                                   | 0:14  |
| 4.  | Sinister Tech                                            |                                   | 3:25  |
| 5.  | Psycho Messages                                          |                                   | 1:03  |
| 6.  | Psycho Bitch                                             | Halloween Theme de John Carpenter | 4:31  |
| 7.  | Real Killer                                              |                                   | 2:38  |
| 8.  | Cursed (featuring Ifetayo Green)                         |                                   | 4:37  |
| 9.  | Suicide Letters (featuring Nichia Cayson)                |                                   | 4:09  |
| 10. | Purgatory                                                |                                   | 0:18  |
| 11. | It's Alive                                               |                                   | 5:02  |
| 12. | Einstein                                                 | Einstein des Beat Box Boys        | 3:58  |
| 13. | P.R. 2K1                                                 |                                   | 3:51  |
| 14. | Here I Come                                              | Für Elise de Ludwig van Beethoven | 4:59  |
| 15. | Who You Came to See                                      |                                   | 4:19  |
| 16. | Wake Up Call                                             |                                   | 0:43  |
| 17. | This Ring                                                |                                   | 5:56  |
| 18. | God Complex                                              |                                   | 4:56  |
| 19. | This Life (Anghellic) (featuring Bakarii et Short Nitty) |                                   | 4:00  |
| 20. | Going Bad                                                |                                   | 5:46  |
| 21. | Heaven                                                   |                                   | 0:36  |
| 22. | Twisted (featuring Roger Troutman)                       | I Want to Be Your Man de Roger    | 6:14  |